# (1936) Lugano
(1936) Lugano ist ein Asteroid des Hauptgürtels, der am 24. November 1973 vom Schweizer Astronomen Paul Wild, vom Observatorium Zimmerwald der Universität Bern aus, entdeckt wurde.
Der Asteroid ist nach dem See und der Schweizer Stadt Lugano benannt. 